# Bouclier de Brennus
Pour les articles homonymes, voir Brennus.
Le bouclier de Brennus  est la récompense décernée à l’équipe victorieuse du championnat de France de rugby à XV, le Top 14.
Il est également le trophée du Champion de France de longue paume, car un deuxième bouclier de Brennus a été créé, cette même année 1892, à l'initiative du baron Pierre de Coubertin, joueur de longue paume de la société de Paris. Contrairement à une opinion répandue, le nom de ce trophée n'a pas de rapport avec le chef gaulois Brennus qui s'illustra lors du sac de Rome en 390 av. J.-C.
Conçu d’après un dessin initial du baron Pierre de Coubertin, ce trophée doit son nom à son artiste créateur Charles Brennus, par ailleurs cofondateur de la fédération française de rugby.
Le bouclier fut décerné pour la première fois lors de la finale 1911 au vainqueur le Stade Bordelais UC, ironiquement face au SCUF dont Charles Brennus était le président. Roger Lerou, capitaine du Racing, assure que Brennus en est bien l’auteur. Enfin, Géo Lefèvre, célèbre journaliste de l’époque, rapporte que Brennus lui-même en a confirmé sa paternité.
Il s’agit d’un bouclier symbolique fixé sur une planche de bois, que la fantaisie des différents détenteurs a façonné peu à peu. Ce trophée est surnommé « le bout de bois » par les joueurs de rugby français.

## Naissance
Le bouclier de Brennus fut créé en 1892 afin de récompenser le futur vainqueur de la première finale du championnat de France de rugby qui devait avoir lieu le 20 mars de cette année-là et également pour récompenser le premier championnat de Première catégorie en « parties terrées » de longue paume.
Le baron de Coubertin conseilla cette année-là à la Commission centrale de rugby de prendre contact avec le graveur parisien Charles Brennus et il fit de même auprès de la Commission centrale de longue paume, de sorte que les deux fédérations continuent, de nos jours, à récompenser leurs champions de France avec ces mêmes boucliers.
Dessiné par le baron Pierre de Coubertin, président de l’Union des sociétés françaises de sports athlétiques chargée du championnat — la Fédération française de rugby n’existant pas encore à cette époque —, il fut gravé par Charles Brennus, président du club de rugby parisien le SCUF et graveur.
La création de ce trophée est mentionnée dans un article de 1892 de Sports athlétiques, journal de l’USFSA :
« C’est au baron Pierre de Coubertin, que revint la lourde tâche matérielle […], c’est lui qui voulut bien se charger des délicates fonctions d’arbitre […], c’est également lui qui offrit le challenge dont le club vainqueur eut la charge : un magnifique bouclier damasquiné, au centre les armes de l’Union, deux anneaux enlacés et la devise « Ludus pro Patria ». Monté sur un magnifique cadre de peluche rouge, cet objet d’art fait le plus grand honneur à celui qui l’a conçu. Nous croyons savoir que l’auteur n’est autre que le dévoué et sympathique secrétaire de l’Union […] »
L’original est conservé au musée de la Fédération française de rugby à XV.
Depuis 2004, une réplique de l'original réalisée par l'orfèvre Louis-Guillaume Piéchaud est remise chaque année à l'équipe victorieuse.

## Symboles, traditions et anecdotes
- La devise « Ludus pro Patria » signifie « Des jeux pour la patrie » et fut proposée par Jules Marcadet, cofondateur du Stade français et de l’Union des sociétés françaises de courses à pied, embryon des futures fédérations.
- Le bouclier récompense traditionnellement le club champion de France de rugby depuis 1892, cependant jusqu’en 1899 la finale du championnat était uniquement réservée aux clubs parisiens.
- Bien que créé par Charles Brennus, fondateur du SCUF, ce club, finaliste malheureux en 1911 et 1913, ne l’a jamais remporté.
- En 1967, Louis Blanc, le capitaine montalbanais eut ce mot historique en recevant le Bouclier :

« Je ne le croyais pas si lourd
‌ ».
- La partie en bois du bouclier fut rénovée dans les années 1990 à la suite de célébrations d’après-match mouvementées.
- Le trophée, offert par le SCUF, est traditionnellement remis aux champions de France par deux jeunes joueurs de ce club.
- En 2004, le bouclier originel dut être utilisé une dernière fois, quand il fut découvert qu’un titre de l’USAP avait été oublié sur la réplique.
- Le Castres olympique devient champion de France en 1993[5] dans une finale marquée par un essai irrégulier du Néo-Zélandais Gary Whetton et un autre refusé au grenoblois Olivier Brouzet[6]. Pour commémorer ce titre, des fèves de galette des rois représentant le bouclier furent créées par les pâtissiers de la ville de Castres.

.

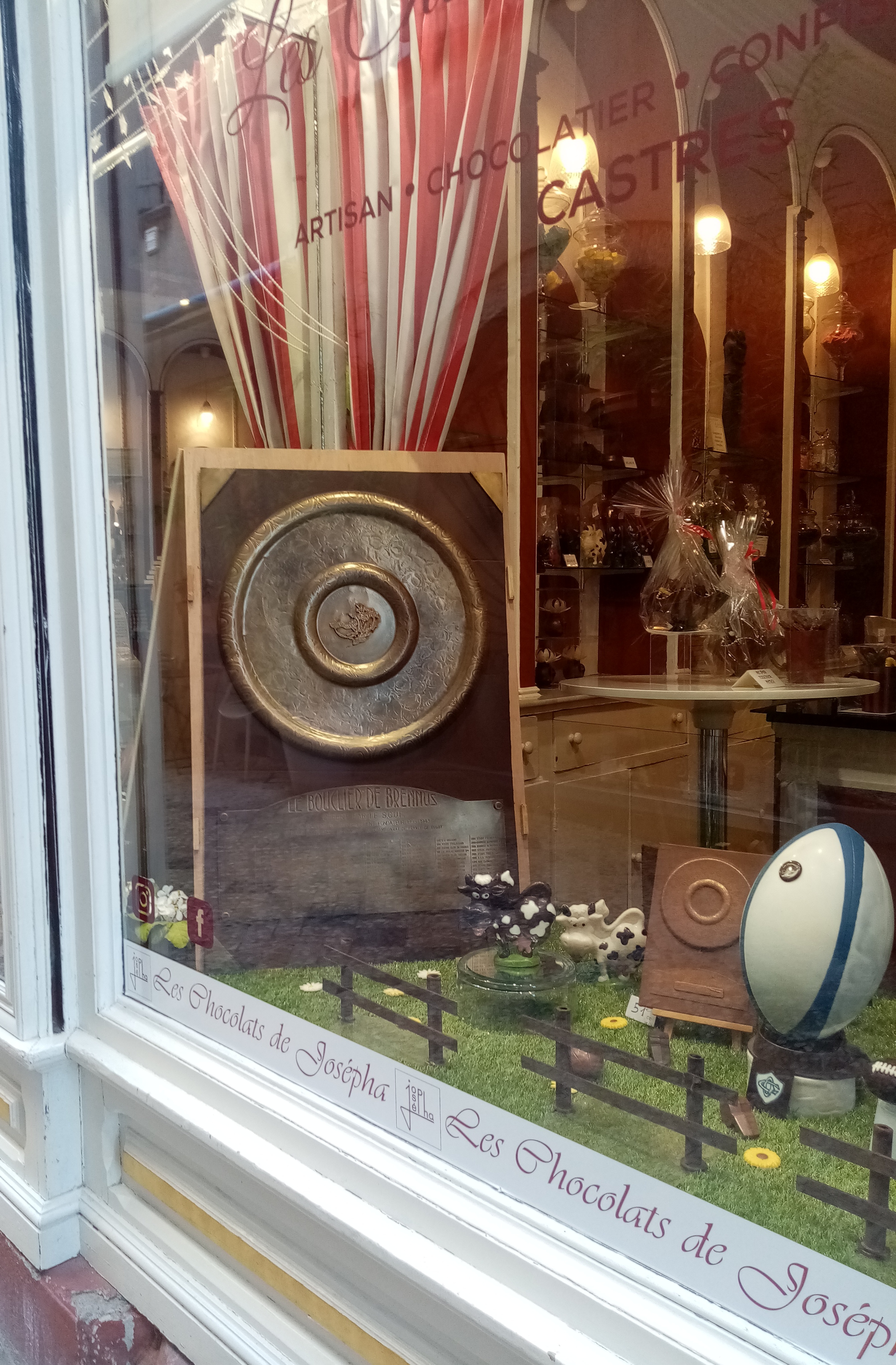
Réplique du bouclier de Brennus réalisée par un artisan chocolatier à Castres

- vingt ans plus tard, pour le 4e titre de champion de France du Castres olympique en 2013 un bouclier de Brennus en chocolat fut créé par les pâtissiers de la ville de Castres.
- Le surnom du bouclier est « le bout de bois ». La traduction occitane lou Planchot est également très souvent utilisée.

## Titres
Le premier club à avoir remporté le bouclier de Brennus est le Racing club de France en 1892. Le premier club de la province à le remporter était le Stade bordelais en 1899. Le dernier club à avoir remporté le bouclier est le Stade toulousain le 28 juin 2025, qui détient le plus grand nombre de victoires avec 24 titres.

### Liste des victoires
Le bouclier n'est pas remis au champion de France entre 1926 et 1929 : sur l'insistance de Gaston Vidal, président du Comité national des sports, Octave Léry renvoie le bouclier de Brennus à Pierre de Coubertin pour marquer son soutien aux délégués français à qui le Comité international olympique aurait refusé l’accès au congrès de Prague à l’été 1925. Le bouclier est remplacé par un nouveau trophée, le Coq de bronze, jusqu'à ce que la présidence de Roger Dantou ne le remette en circulation en 1930.
Le bouclier ne fut pas décerné pour cause de conflits mondiaux entre 1915 et 1919 et entre 1940 et 1942. Il ne fut pas décerné non plus en 2020, du fait de l'arrêt de la compétition lié à la pandémie de Covid-19.
Au total, de 1892 à 2019, 26 clubs ont remporté le bouclier, l’US Quillan ayant reçu le Coq de bronze en récompense de son unique titre de champion de France. Par ordre chronologique, les victoires sont :
- 1892 - Racing club de France
- 1893 - Stade français
- 1894 - Stade français
- 1895 - Stade français
- 1896 - Olympique
- 1897 - Stade français
- 1898 - Stade français
- 1899 - Stade bordelais
- 1900 - Racing club de France
- 1901 - Stade français
- 1902 - Racing club de France
- 1903 - Stade français
- 1904 - Stade bordelais
- 1905 - Stade bordelais
- 1906 - Stade bordelais
- 1907 - Stade bordelais
- 1908 - Stade français
- 1909 - Stade bordelais
- 1910 - FC Lyon
- 1911 - Stade bordelais
- 1912 - Stade toulousain
- 1913 - Aviron bayonnais
- 1914 - AS Perpignan
- 1920 - Stadoceste tarbais
- 1921 - US Perpignan
- 1922 - Stade toulousain
- 1923 - Stade toulousain
- 1924 - Stade toulousain
- 1925 - US Perpignan
- 1926 - Bouclier non remis par la FFR au Stade toulousain, champion de France
- 1927 - Bouclier non remis par la FFR au Stade toulousain, champion de France
- 1928 - Bouclier non remis par la FFR à la Section paloise, championne de France
- 1929 - Bouclier non remis par la FFR à l'US Quillan, championne de France
- 1930 - SU Agen
- 1931 - RC Toulon
- 1932 - Lyon OU
- 1933 - Lyon OU
- 1934 - Aviron bayonnais
- 1935 - Biarritz olympique
- 1936 - RC Narbonne
- 1937 - CS Vienne
- 1938 - USA Perpignan
- 1939 - Biarritz olympique
- 1943 - Aviron bayonnais
- 1944 - USA Perpignan
- 1945 - SU Agen
- 1946 - Section paloise
- 1947 - Stade toulousain
- 1948 - FC Lourdes
- 1949 - Castres olympique
- 1950 - Castres olympique
- 1951 - US Carmaux
- 1952 - FC Lourdes
- 1953 - FC Lourdes
- 1954 - FC Grenoble
- 1955 - USA Perpignan
- 1956 - FC Lourdes
- 1957 - FC Lourdes
- 1958 - FC Lourdes
- 1959 - Racing club de France
- 1960 - FC Lourdes
- 1961 - AS Béziers
- 1962 - SU Agen
- 1963 - Stade montois
- 1964 - Section paloise
- 1965 - SU Agen
- 1966 - SU Agen
- 1967 - US Montauban
- 1968 - FC Lourdes
- 1969 - CA Bègles
- 1970 - La Voulte sportif
- 1971 - AS Béziers
- 1972 - AS Béziers
- 1973 - Stadoceste tarbais
- 1974 - AS Béziers
- 1975 - AS Béziers
- 1976 - SU Agen
- 1977 - AS Béziers
- 1978 - AS Béziers
- 1979 - RC Narbonne
- 1980 - AS Béziers
- 1981 - AS Béziers
- 1982 - SU Agen
- 1983 - AS Béziers
- 1984 - AS Béziers
- 1985 - Stade toulousain
- 1986 - Stade toulousain
- 1987 - RC Toulon
- 1988 - SU Agen
- 1989 - Stade toulousain
- 1990 - Racing Club de France
- 1991 - CA Bègles
- 1992 - RC Toulon
- 1993 - Castres olympique[5],[8]
- 1994 - Stade toulousain
- 1995 - Stade toulousain
- 1996 - Stade toulousain
- 1997 - Stade toulousain
- 1998 - Stade français CASG
- 1999 - Stade toulousain
- 2000 - Stade français CASG
- 2001 - Stade toulousain
- 2002 - Biarritz olympique
- 2003 - Stade français CASG
- 2004 - Stade français Paris
- 2005 - Biarritz olympique
- 2006 - Biarritz olympique
- 2007 - Stade français Paris
- 2008 - Stade toulousain
- 2009 - USA Perpignan
- 2010 - ASM Clermont
- 2011 - Stade toulousain
- 2012 - Stade toulousain
- 2013 - Castres olympique
- 2014 - RC Toulon
- 2015 - Stade français Paris
- 2016 - Racing 92
- 2017 - ASM Clermont
- 2018 - Castres olympique
- 2019 - Stade toulousain
- 2020 - Compétition annulée en raison de la pandémie de Covid-19.
- 2021 - Stade toulousain
- 2022 - Montpellier HR
- 2023 - Stade toulousain
- 2024 - Stade toulousain
- 2025 - Stade toulousain

### Nombre total de victoires
| - 24 titres : - Stade toulousain (dont deux titres non récompensés par le bouclier de Brennus en 1926 et 1927) - 14 titres : - Stade français - 11 titres : - AS Béziers - 8 titres : - FC Lourdes - SU Agen - 7 titres : - Stade bordelais - 6 titres : - Racing 92 - 5 titres : - Biarritz olympique - Castres olympique - 4 titres : - RC Toulon - USA Perpignan | - 3 titres - Aviron bayonnais - Section paloise (dont un titre non récompensé par le bouclier de Brennus en 1928) - 2 titres - Lyon OU - US Perpignan - Stadoceste tarbais - RC Narbonne - CA Bègles - ASM Clermont Auvergne - 1 titre - Olympique - FC Lyon - AS Perpignan - US Quillan (titre non récompensé par le bouclier de Brennus en 1929) - CS Vienne - US Carmaux - FC Grenoble - Stade montois - US Montauban - La Voulte sportif - Montpellier HR |

### Galerie

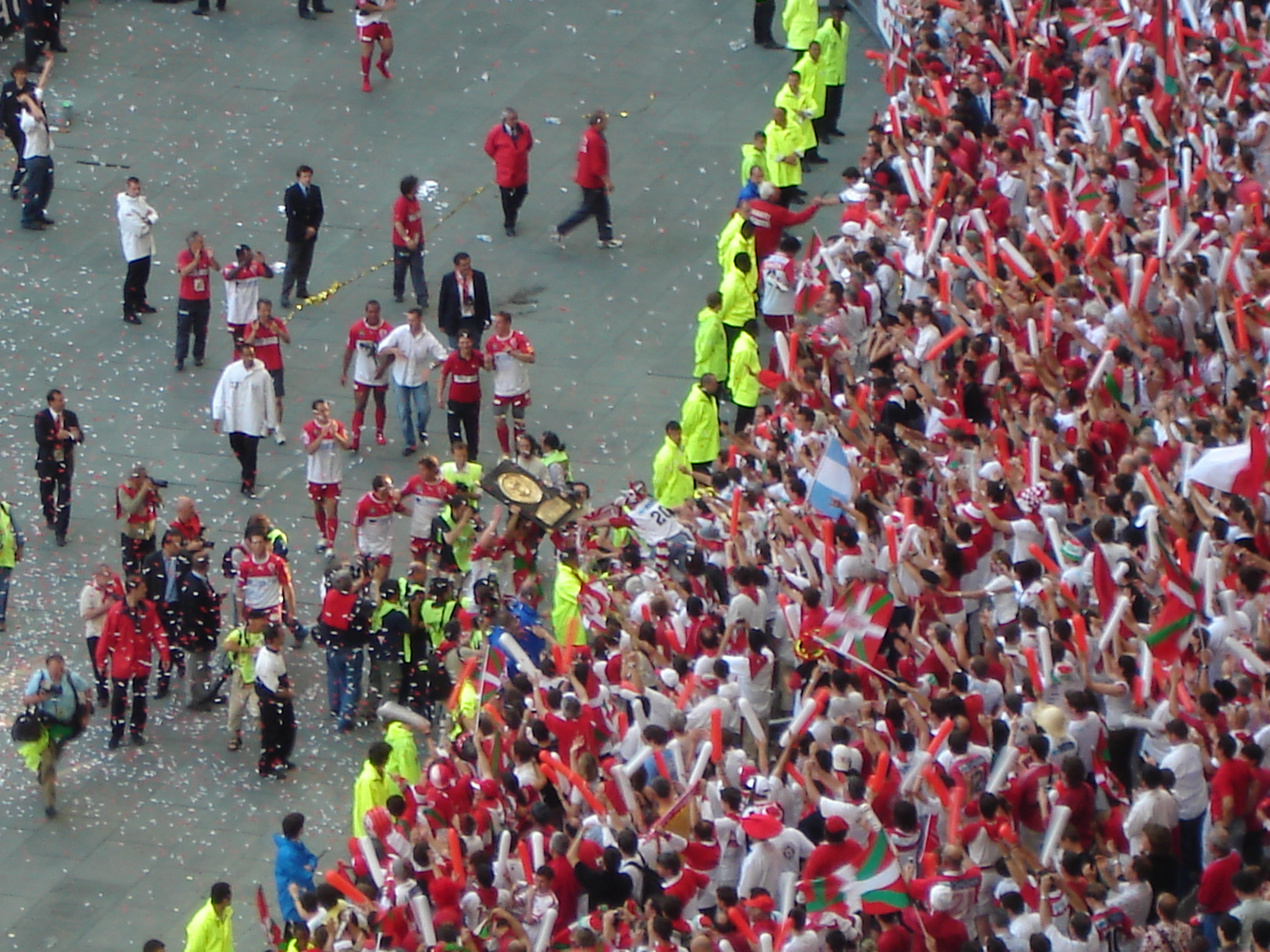
2006 : le bouclier de Brennus remporté par le Biarritz olympique Pays basque est présenté aux supporters biarrots au stade de France.
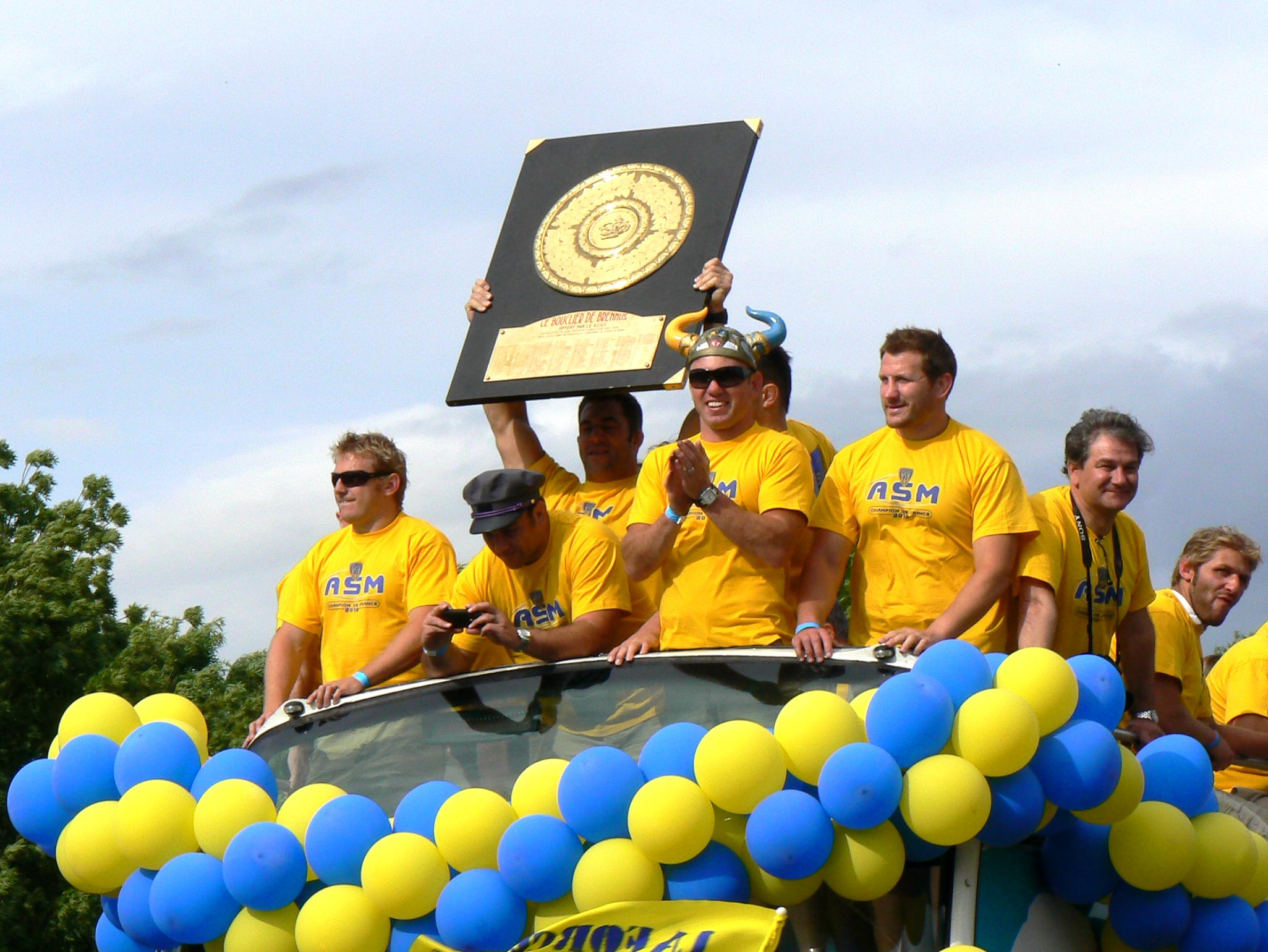
2010 : le bouclier de Brennus remporté par l'ASM Clermont Auvergne dans les rues de Clermont-Ferrand.
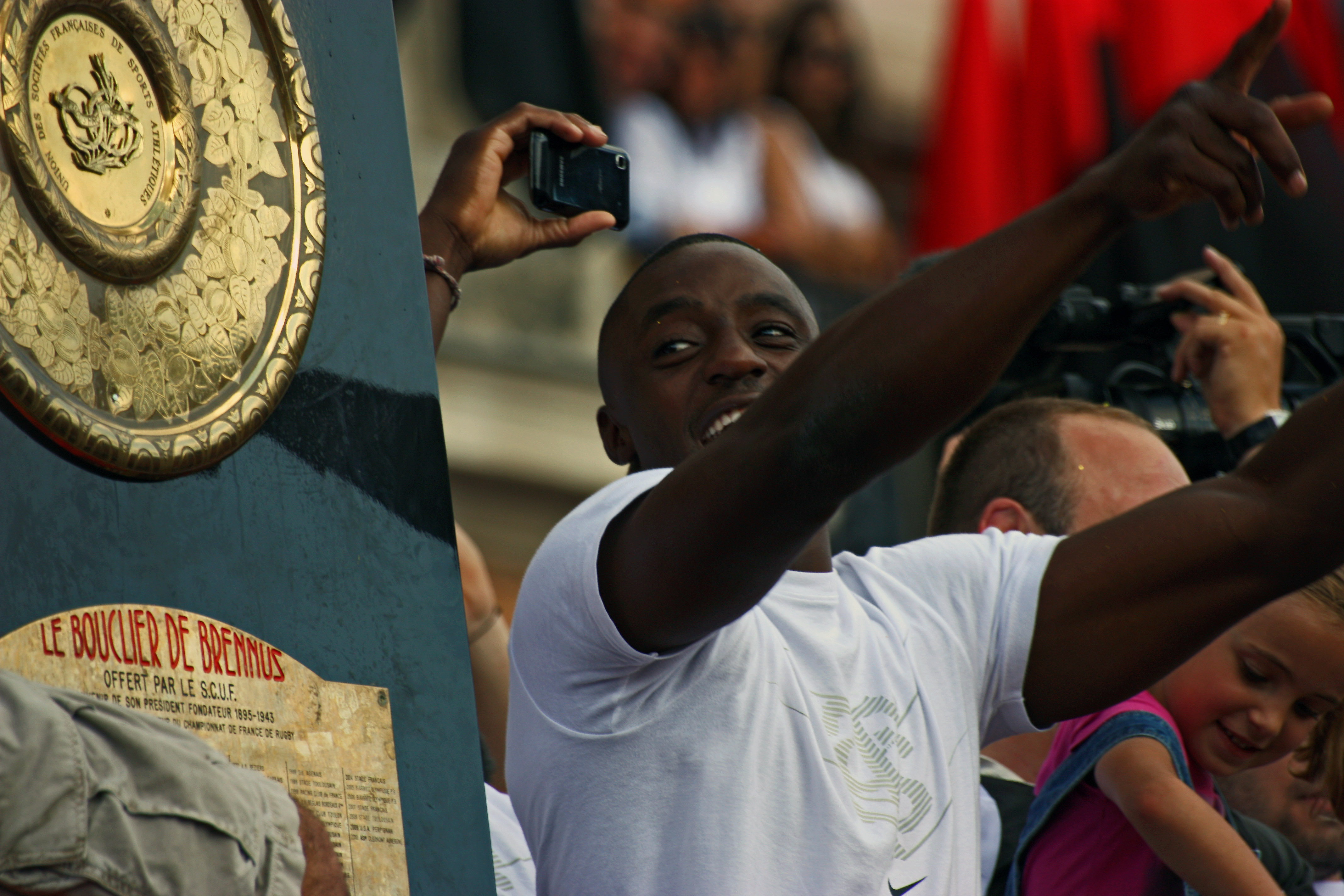
2011 : le bouclier de Brennus remporté par le Stade toulousain, ici porté par Yannick Nyanga, sur la place du Capitole de Toulouse.
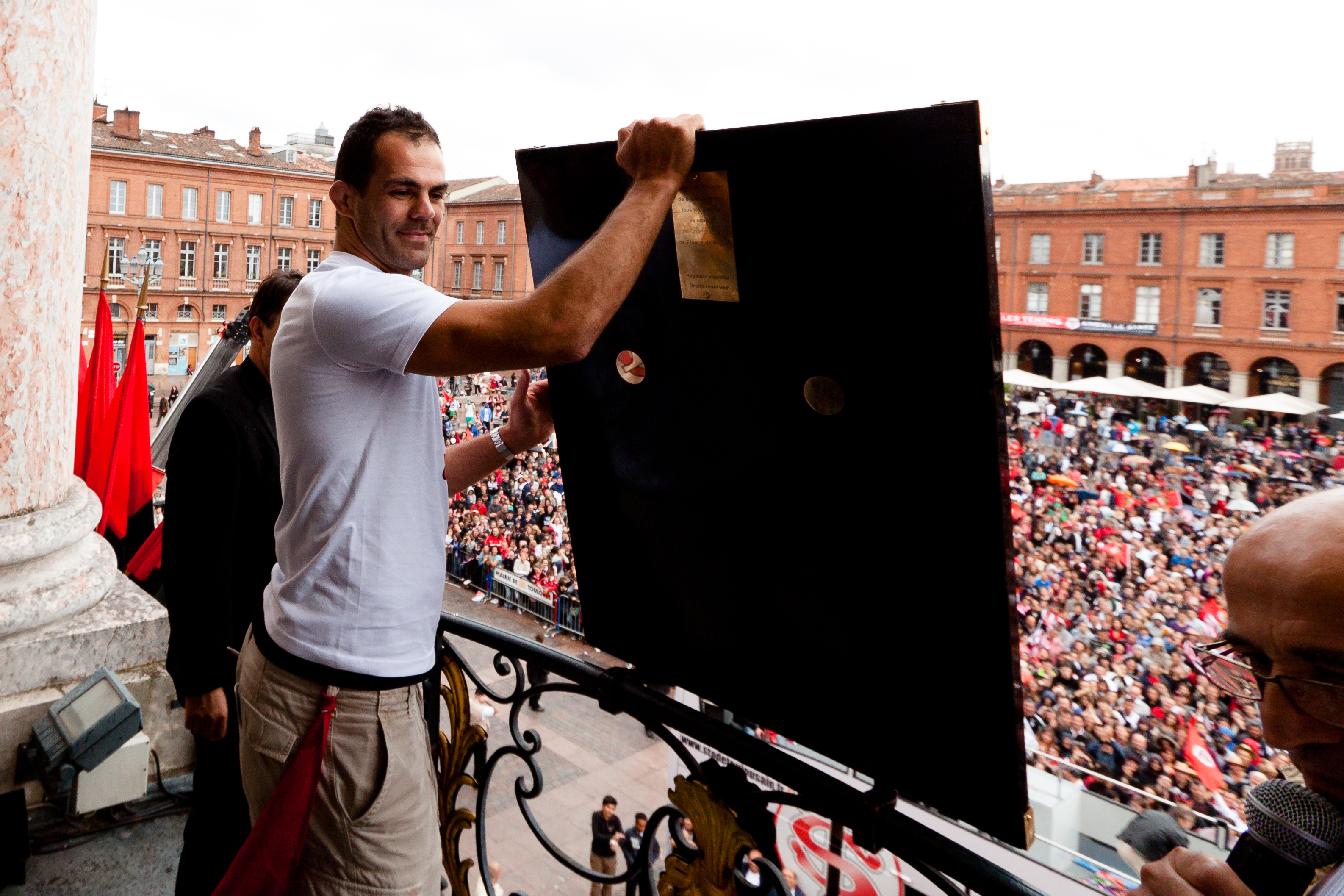
2012 : le bouclier de Brennus remporté par le Stade toulousain, ici porté par Grégory Lamboley, sur la place du Capitole de Toulouse.
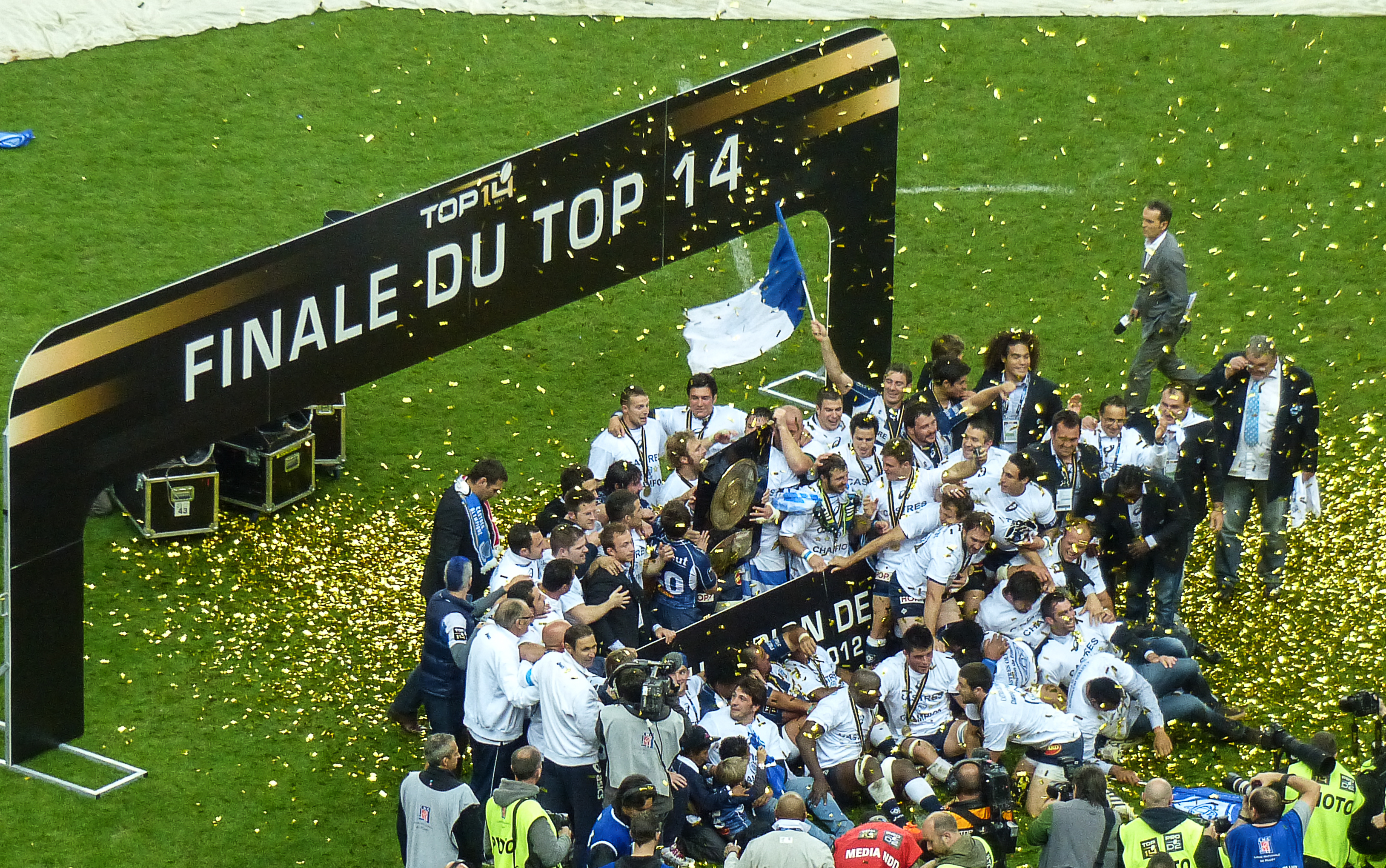
2013 : le bouclier de Brennus remporté par le Castres olympique est présenté au public du stade de France.
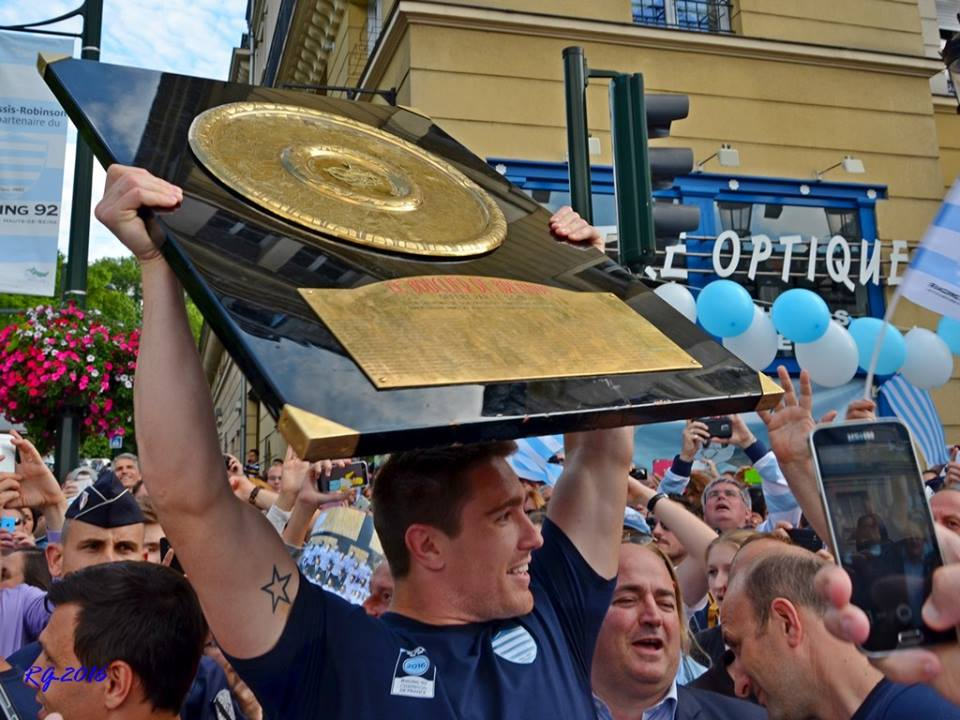
2016 : le bouclier de Brennus remporté par le Racing 92 est présenté aux supporters rassemblés sur la place du Plessis-Robinson.
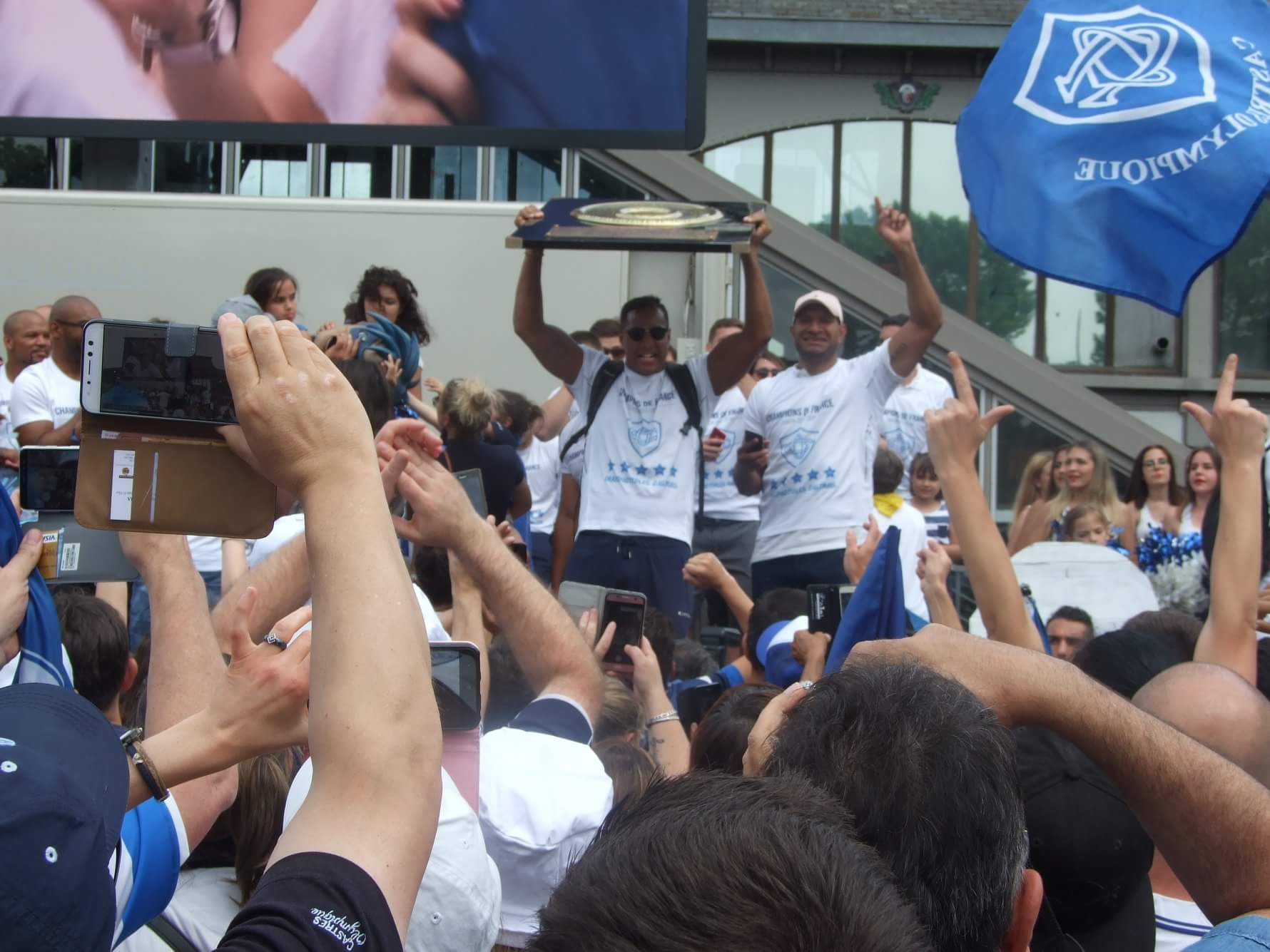
2018 : le bouclier de Brennus présenté aux supporters du Castres olympique, le 3 juin 2018, sur la place Pierre Fabre de Castres.
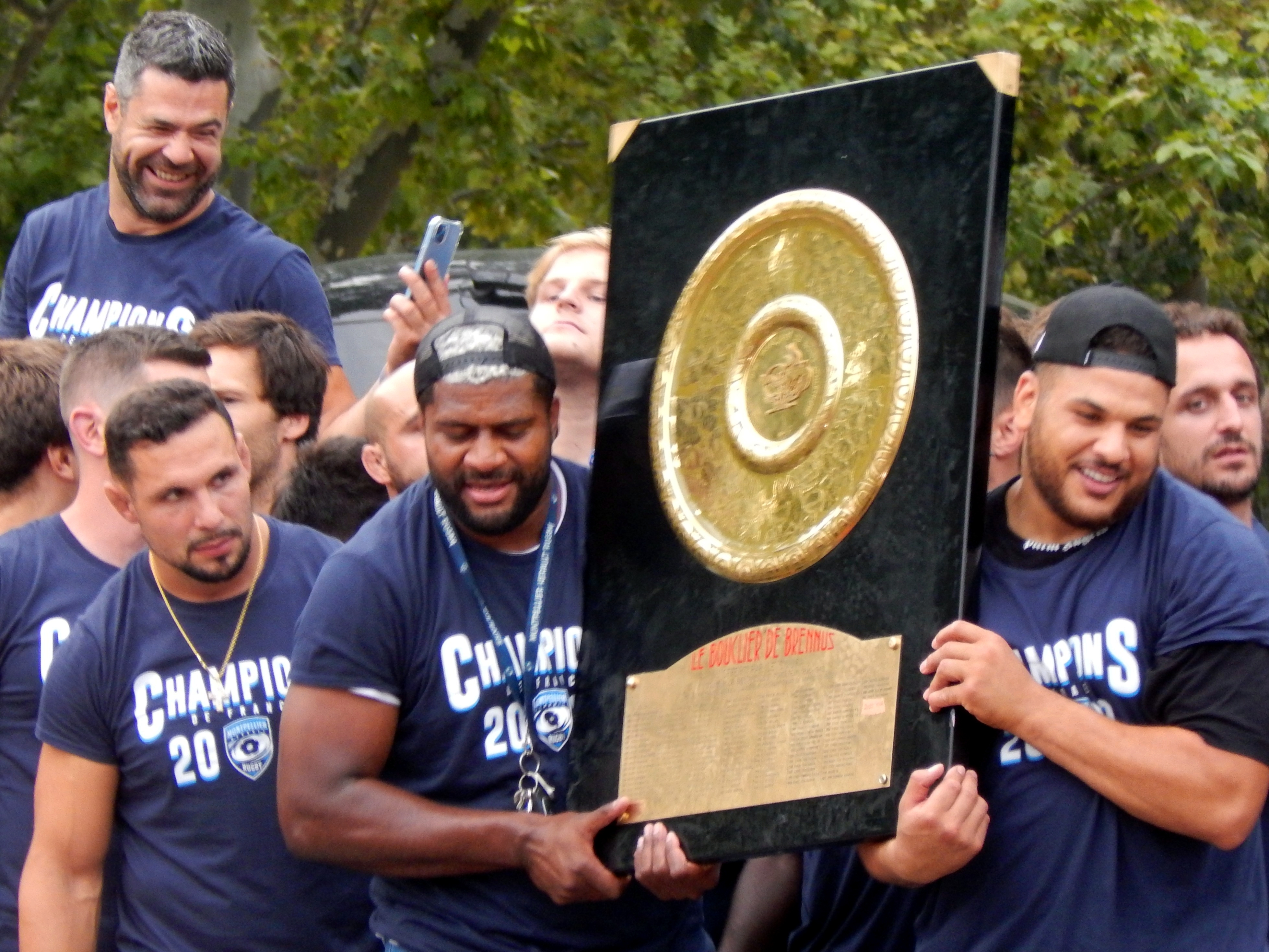
2022: le bouclier de Brennus présenté aux supporters du Montpellier Hérault rugby, le 25 juin 2022, sur la place de la Comédie de Montpellier.

## Finalistes sans victoire
Au total quatorze clubs ont échoué en finale du championnat de France et n'ont jamais eu l'honneur de soulever le précieux « bout de bois » :
- Les deux clubs suivants sont considérés les « maudits du Brennus »[9],[10] :
  - US Dax, échouant à cinq reprises, en 1956, 1961, 1963, 1966, 1973
  - CA Brive, échouant à quatre reprises, en 1965, 1972, 1975, 1996
- 2 finales :
  - SCUF
  - Stade bagnérais
  - Stade rochelais
  - Union Bordeaux Bègles
- 1 finale :
  - CS Bourgoin-Jallieu
  - US Carcassonne
  - US Cognac
  - US Colomiers
  - FC Lézignan[Note 2]
  - International Athletic Club
  - SC Mazamet
  - RRC Nice
  - Stade olympien des étudiants toulousains

À noter que l'ASM Clermont Auvergne, qui a remporté le titre en 2010 et 2017, se distingue par le fait d'avoir perdu douze finales (1936, 1937, 1970, 1978, 1994, 1999, 2001, 2007, 2008, 2009, 2015, 2019).

## Les autres boucliers
Artisan graveur réputé, Charles Brennus a produit de nombreux trophées sportifs dont au moins deux autres "boucliers", toujours à la demande de Pierre de Coubertin.

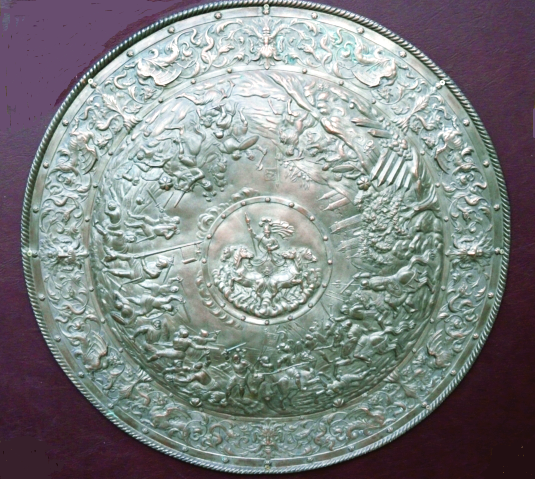
Bouclier ciselé en 1892 pour la longue paume.
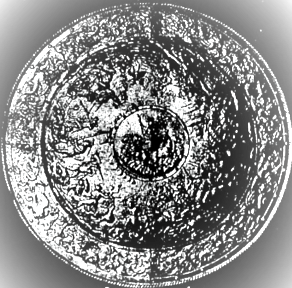
Bouclier ciselé en 1907 pour la FGSPF.

- Le premier récompense toujours chaque année le championnat de France de la Fédération de longue paume.
- Le deuxième offert à la FGSPF est d'abord attribué par celle-ci au Trophée de France de football puis donné au sport militaire en 1916. Celui-ci l’attribue dès 1919 à son championnat de football jusqu’en 1939 où il disparait lors de la retraite du dernier lauréat, le 3e régiment du Génie cantonné à Arras. Considéré depuis comme perdu, il réapparait à la fin de l’année 2021 à la salle de vente de cette ville. Depuis 2025, il est exposé au siège de la Fédération française de football à Paris[11].